# 崇文 (咸豐進士)
崇文（？—？），字艺堂、毅堂，季氏，满洲正蓝旗人。道光丙午举人，咸丰庚申进士。

## 生平
根据《南皮县志》记载：“平生性刚直，才气过人。青少年时，除读书外，凡天文、地理、兵法、杂学，以及外国语言文字，无不钻研。诗文有奇气，笔力劲健。与张之洞相友善，朝夕过从，议论上下古今，所学益进。道光二十六年(1846)乡试中举，咸丰十年(1860)恩科会试。张之洞看过他的文稿大为叹服。榜发，中第五名进士。殿试结束，授户部主事(正六品一衔)。时值南方太平天国起义，胜保为经略，支援被太平军围困的怀庆府，闻崇文名，邀请为幕下。同治二年，胜保骄恣日盛，清兵被太平军击败。胜保被英桂、德兴阿等人参奏，揭发他“侵饷肥己”，清廷降旨逮问。季崇文回归故里。后，李鸿章过沧州，季崇文前去拜会，与李纵淡当世要务、战守策略，李不能用。阎敬铭(军机行走)知道后，叹说：“此英雄不遇时也!”同治十年(1871)派充伊犁将军荣金的随员。先，已派去十六员，至土尔扈特庙台西，俱被俄“卡伦”骑兵虏去，随后，崇文到，从者仅三十余骑，他整建队伍，执钦命大旗，扶着銮铃慢慢通过，令兵卒齐呼：“乌拉!”高唱蒙古歌。俄人疑大军至，匿不敢出，遂脱险。至期收回伊犁。归，补本部主事，加四品衔，赏戴蓝翎。累迁国子监司业、右春坊右庶子。历任皆有新议奏疏，均关经国大计。帝、后之争起，光绪屡次召对，颇重用。后因误弹劾张之万被罢官。崇文精书法，笔力雄健，直逼颜鲁公。晚年，遁入佛门，精通妙缔，深悟内典。后人称其“季四疯子”。”
季崇文早年，任侠好义，意气风发，人有危急，奋力援救，贫穷者乞借，倾囊相予无吝色。而视豪势，则很蔑视，父、兄常以勇猛伤生，抗直易招祸戒之，到底不能改其性。狼儿口碧霞元君庙，有古钟约重500斤，崇文力能搬起，行数步，神色不改。其赴伊犁，自谓：系平生壮游。到处留诗题字。兄崇庆有诗咏之: “多少健儿争棒砚,墨花飞到大宛西。”是记其伊犁之行事实的。著作有《蕉雨山房诗文集》四卷。

## 家庭及关联
- 曾祖季鈵，浙江宁波卫千总；
- 祖明善，山东济宁卫千总；
- 父逢泰，道光乙未举人；
- 胞兄恩慶后更名崇恩，道光乙未举人；
- 胞兄崇庆，道光丁酉拔贡，浙江绍兴府同知，著有《槐蔭堂诗稿》；
- 胞叔吉泰，嘉庆丁丑进士，湖南永顺府知府，著有《宜郁集诗稿》；
- 堂弟崇謙，咸丰庚申同榜进士，广西马平县知县；
- 从堂兄季春和，道光甲辰武进士；
- 从堂侄芳镇，光绪壬辰进士。